# Denbigh

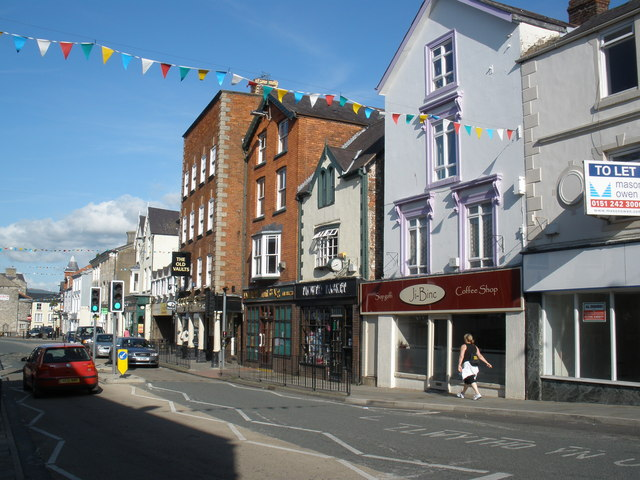
Denbigh, High Street (2009)

Denbigh [ˈdɛnbiː] (walisisch Dinbych) ist eine Kleinstadt mit dem Status einer Community in Wales. Sie war bis 1888 die Hauptstadt der traditionellen Grafschaft Denbighshire.
In Denbigh fand 1882, 1939, 2001 und 2013 (als Vertreter Denbighshires) das Eisteddfod, ein Fest der Literatur, der Musik und des Gesangs statt.
Denbigh Castle, eine Burgruine aus dem 13. Jahrhundert, steht am Stadtrand nahe dem historischen Stadtkern. In direkter Nähe befinden sich Leicester’s Church und St Hilary’s Chapel, im Osten der Stadt liegt das ehemalige Karmelitenkloster Denbigh Friary.
Denbigh pflegt seit 1991 eine Gemeindepartnerschaft zu Biebertal (Hessen).
Innerhalb der Community Denbigh gibt es neben dem Hauptort auch noch weitere Siedlungen, unter anderem Brookhouse.

## Persönlichkeiten
- Rhoda Broughton (1840–1920), Schriftstellerin
- Henry Morton Stanley (1841–1904), Journalist, Afrikaforscher und Buchautor
- Eleanor Mary Reid (1860–1953), Paläobotanikerin
- Emlyn Hooson, Baron Hooson (1925–2012), Politiker
- Eric Griffiths (1940–2005), Gitarrist
- Robert Prys-Jones (* 1949), Ornithologe
- Ieuan Wyn Jones (* 1949), Politiker
- Shefali Chowdhury (* 1988), Schauspielerin
- CDawgVA (* 1996), Webvideoproduzent und Synchronsprecher